# محمود بن الربيع
محمود بن الربيع بن سراقة بن عمرو بن زيد بن عبدة بن عامرة ابن عدى بن كعب بن الخزرج بن الحارث بن الخزرج الأنصارى الخزرجى، أبو نعيم، ويقال : أبو محمد، المدني . أمه جميلة بنت أبي صعصعة بن زيد بن عوف بن مبذول من بني مازن بن النجار، رأى النبي محمد واجتاز بدمشق غازيا إلى القسطنطينية, توفي الرسول محمد وهو ابن خمس سنين .
يقال : إنه من بنى سالم بن عوف، ويقال : من بنى عبد الأشهل، وقيل: إنه من بني الْحَارِث بْن الخزرج، معدود فِي أهل المدينة 
عقل عن الرسول محمد مجة مجها في وجهه من دلو من بئر كانت في دارهم، وهو ابن أربع سنين أو خمس سنين،  و كان ختن عبادة بن الصامت و شداد بن أوس, نزل بيت المقدس . قال أبو مسهر: وكان بها - يعني فلسطين - من التابعين: محمود بن الربيع،

## روى عن
روى محمود بن الربيع عن كلاً من :-
- الرسول محمد.
- عبادة بن الصامت.
- عتبان بن مالك .
- أبى أيوب الأنصارى .‌

## روى عنه
- أنس بْن مالك
- رجاء بن حيوة
- محمد بْن مسلم بْن شهاب الزُّهْرِيّ
- مكحول الشامي
- هاني بن كلثوم
- أبو بكر بْن أَنَس بْن مَالِك.
- إبراهيم بْن المنذر الحزامي.

## الجرح والتعديل
- عن يحيى بن معين أنه قال: محمود بن الربيع ثقة.
- قال العجلي: مدني، تابعي، ثقة، من كبار التابعين.

## وفاته
قال الواقدى: توفى سنة تسع وتسعين، وهو ابن ثلاث وتسعين. وقال غيره: سنة ست وتسعين.